# Gran Premi de la Banque de l'Habitat
El Gran Premi de la Banque de l'Habitat era una cursa ciclista d'un dia que es disputava a Tunísia i estava patrocinada pel banc local "Banque de l'Habitat". Només es va fer l'edició del 2008, ja que l'any següent es va anul·lar, i ja no es va tornar a organitzar. Fa formar part del calendari de l'UCI Àfrica Tour amb una categoria 1.2.

## Palmarès
| Any  | Vencedor      | Segon       | Tercer         |
| ---- | ------------- | ----------- | -------------- |
| 2008 | Azedine Lagab | Aymen Brini | Karim Jendoubi |